# Watertown (New York)
Watertown je grad u američkoj saveznoj državi New York. Prema popisu stanovništva iz 2010. u njemu je živjelo 27 023 stanovnika.